# Mỹ Lợi A
Mỹ Lợi A là một xã thuộc huyện Cái Bè, tỉnh Tiền Giang, Việt Nam.
Xã có diện tích 17,64 km², dân số năm 1999 là 9644 người, mật độ dân số đạt 547 người/km².